# Забування, зумовлене відсутністю підказок
Забування, зумовлене відсутністю підказок, або невдача відтворення (англ. Cue-dependent forgetting) — це нездатність відтворити інформацію без відповідних підказок пам'яті. Цей термін охоплює семантичні підказки, підказки, що залежать від стану або від контексту.
Під час пошуку файлів на комп'ютері його пам'ять сканується на наявність певних слів. Відповідні файли, що містять це слово або послідовність слів, відображаються. Проте пам'ять людського мозку працює не так. Інформація, що зберігається в пам'яті, відтворюється через асоціації з іншими спогадами. Деякі спогади неможливо викликати, просто думаючи про них безпосередньо — натомість потрібно згадати щось, що з ними пов'язане.
Наприклад, якщо хтось намагається пригадати спогади про відпустку, у якій побував, але не може цього зробити, і хтось згадує, що під час цієї подорожі вони орендували класичний автомобіль — це може викликати цілу низку пов'язаних спогадів: що вони там їли, куди ходили та які книги читали.

## Підказки

### Семантичні підказки
Експеримент 1966 року показав, що люди краще запам'ятовують групи слів, якщо вони об'єднані за тематичними категоріями. Такі слова, що викликають спогади за асоціацією, називають семантичними підказками. Якщо під час кодування інформації було акцентовано увагу на звуковій формі слова, підказкою може бути також акцент на його фонетичних характеристиках.

### Підказки, що залежать від стану
Підказки, що залежать від стану, пов'язані з емоційним чи фізіологічним станом людини під час запам'ятовування. Стан розуму чи емоцій, зокрема сп'яніння, дія наркотиків, засмученість, тривога або радість, можуть слугувати важливими підказками для відтворення.

### Контекстуальні підказки
Дослідження свідчать про існування контекстуальних підказок, що залежать від довкілля та ситуації. Обидві групи мали вивчити однаковий список із 36 несуміжних слів. Однак одна група вивчала слова на глибині 15 футів під водою, а інша — на суші. Потім усі учасники намагалися згадати слова як під водою, так і на суші. Ті, хто вчив слова на суші, пригадали 38 % слів, коли проходили тест також на суші, але лише 21 %, коли їх перевіряли під водою. Дайвери, які вчили слова під водою, пригадали 21 % на березі, зате 32 % — знову під водою.